# Brainerd
Brainerd je město v americkém státě Minnesota v Crow Wing County, jehož je sídlem. V roce 2010 zde žilo 13 592 obyvatel. Je to největší město ve střední Minnesotě.
Město leží na obou březích Mississippi několik mil nad jejím soutokem s řekou Crow Wing a bylo založeno v místě, kde soutok křižovala železnice. Je centrem oblasti zvané Brainerd Micropolitan Area, což je oblast zasahující na území Cass a Crow Wing County s populací 91 067 obyvatel v roce 2010.